# بوتمكين (مدمرة)
السفينة الحربية الروسية بوتمكين (الروسية: Князь Потёмкин Таврический) كانت سفينة حربية قبل وجود المدرعة البحرية المصممة لأسطول البحر الأسود التابع للبحرية الروسية. أصبحت مشهورة عندما تمرد الطاقم ضد ضباط السفينة في يونيو 1905 (الثورة الروسية في عام 1905)، والتي ينظر إليها الآن كخطوة أولى نحو الثورة الروسية في عام 1917. وشكل العصيان في وقت لاحق أساس للفيلم الصامت من سيرجي إيزنشتاين عام 1925 فيلم المدمرة بوتمكين.
بعد أن طلب المتمردون اللجوء في كونستانتا، رومانيا، وبعد أن استعاد الجيش الروسي السيطرة على السفينة، تم تغيير اسمها إلى بندلايمون. أغرقت السفينة بطريق الخطأ غواصة روسية في عام 1909 وأصيبت بأضرار بالغة عندما تعرضت لجنوح السفينة في عام 1911. خلال الحرب العالمية الأولى، شاركت بندلايمون في معركة كيب ساريتش في أواخر عام 1914. غطت عدة قصف من تحصينات البوسفور في أوائل عام 1915، بما في ذلك واحدة حيث هوجمت السفينة من قبل سفينة القتال التركية طراد ياووز- بندلايمون وغيرها من المدافعين عن القوات الروسية الحاضرة، تم اخراجها قبل أن تتسبب في أي أضرار جسيمة. بداء الاعتماد على بندلايمون بشكل ثانوي بعد دخول أول سفينة حربية من طراز المدرعة الروسية دريدنوت في الخدمة في أواخر عام 1915. كانت في ذلك الوقت قد عفا عليها الزمن وتم تخفيضها إلى الاحتياطي في عام 1918 في سيفاستوبول
تم الاستيلاء على بندلايمون عندما استولى الألمان على سيفاستوبول في مايو 1918 وسُلمت إلى الحلفاء بعد هدنة كومبين الأولى في نوفمبر 1918. دُمرت محركاتها من قبل البريطانيين في عام 1919 عندما انسحبوا من سيفاستوبول لمنع البلشفيين المتقدمين من استخدامها ضد الجيش الأبيض الروسي. جرى التخلي عنها عندما أخلى الجيش الأبيض شبه جزيرة القرم في عام 1920 وأخيراً دمرها السوفيت في عام 1923.

## التصميم والبناء

### تخطيط
بدأ التخطيط في عام 1895 لسفينة حربية جديدة من شأنها أن تستخدم رصيفًا منحدرًا ليصبح متاحًا في حوض بناء السفن نيكولاييف أدميرالتي في عام 1896. وافق أركان البحرية وقائد أسطول البحر الأسود، لواء كي بي بيلكين، على نسخة من السفينة بيرسيفيت- تصميم سفينة حربية الطبقة ، ولكن تم نقضها من قبل الأدميرال جراند دوق أليكسي الكسندروفيتش. قرر الأدميرال العام أن المدافع الطويلة المدى والأقوى مقاسًا (254 مم) من فئة Peresvet لم تكن مناسبة للحدود الضيقة للبحر الأسود، وأمر بتصميم نسخة محسنة من سفينة حربية Tri Sviatitelia بدلاً من ذلك. تضمنت التحسينات تنبؤًا أعلى لتحسين الصفات التي تنفرد بها السفينة. كانت عملية التصميم معقدة بسبب العديد من التغييرات التي طالبت بها مختلف إدارات اللجنة الفنية البحرية. تمت الموافقة على تصميم السفينة أخيرًا في 12 يونيو 1897، على الرغم من استمرار تغييرات التصميم التي أبطأت إنشاء السفينة.

### تجارب البناء والبحر
بدأ بناء بندلايمون في 27 ديسمبر 1897 ووضِعت في حوض بناء السفن Nikolayev Admiralty في 10 أكتوبر 1898. وقد تم تسميتها تكريما للأمير جريجوري بوتيمكين، وهو جندي روسي ورجل دولة. تم إطلاق السفينة في 9 أكتوبر 1900 ونُقلت إلى سيفاستوبول لتركيبها في 4 يوليو 1902. وبدأت في إجراء تجارب بحرية في سبتمبر 1903 واستمرت هذه، من و إلى، وحتى أوائل عام 1905 عندما تم الانتهاء من أبراج سلاحها.